# L'Orage africain : Un continent sous influence
Pour plus de détails, voir Fiche technique et Distribution.
L'Orage africain : Un continent sous influence est un film dramatique béninois réalisé par Sylvestre Amoussou, sorti en 2017.

## Synopsis
Le Président de la République d’un pays africain imaginaire, qui souffre de voir les richesses naturelles de son pays uniquement exploitées par des entreprises occidentales, décide de nationaliser tous les moyens de productions installés sur son territoire par des étrangers : puits de pétrole, mines d’or, de diamants.
Évidemment, les Occidentaux apprécient peu : « C’est nous qui avons foré ces puits, nous qui avons creusé ces mines » Les Africains répondent : « Exact, mais c’est notre sous-sol ». Un combat féroce s’engage alors, où tous les coups sont permis. Surtout ceux qui sont interdits. 

## Fiche technique
- Titre : L'Orage africain : Un continent sous influence
- Réalisation : Sylvestre Amoussou
- Scénario :
- Photographie : Carine Bancel
- Montage :
- Casting :
- Décors :
- Costumes :
- Musique : Mohamed Oussama
- Producteur :
- Sociétés de production : Koffi Productions
- Société de distribution : Tchoko-Tchoko Productions
- Pays d'origine :  Bénin
- Langue : français
- Genre : Drame
- Durée : 79 minutes
- Dates de sortie :
  -  Burkina Faso : 1er mars 2017
  -  France : 1er novembre 2017

## Distribution
- Sylvestre Amoussou : Ezo Essogbe
- Philippe Caroit : Julien Maraval
- Sandrine Bulteau : Patricia Thouvenel
- Ériq Ebouaney : Dolomey
- Laurent Mendy : Youssouf
- Delphine Aboh : Kosia
- Sandra Adjaho : Maya

## Récompenses
Le film a obtenu l'Étalon d'Argent au Festival panafricain du cinéma et de la télévision de Ouagadougou de 2017.